# ماگدا گرانژیوفسکا
ماگدا گرانژیوفسکا (لهستانی: Magda Grąziowska؛ زادهٔ ۲۳ ژانویه ۱۹۸۵) بازیگر اهل لهستان است.
از فیلم‌ها یا مجموعه‌های تلویزیونی که وی در آن‌ها نقش داشته است، می‌توان به یک ورشویی، مایکا، لندنی‌ها، دوستان، قانون حقیقی، رنگ‌های خوشبختی و سکسیفای اشاره نمود.